# لمع (شعر)
اللمع عند الشعراء (الأعاجم) هو أن يؤتى في البيت بألفاظ عربية في تراكيب مفيدة. ويستحسن أن يكون التركيب شاملا لمصطلح أو مثل أو لطيفة أو حكمة أو نحو ذلك. وعلى الأغلب تكون قصيدة صدرها بلغة أعجمية وعجزها بالعربية أو العكس، وكان من أكثر من كتب شعر الملمعات هم الفرس، فكانوا يكتبون أشعارهم بالعربية والفارسية معًا.